# أنا ملك القلعة (رواية)
أنا ملك القلعة (بالإنجليزية: I'm the King of the Castle)‏ هي رواية للكاتبة البريطانية سوزان هيل، نشرت عام 1970، لأول مرة عن دار نشر هاميش هاميلتون في المملكة المتحدة وفايكنغ في الولايات المتحدة. الفيلم الفرنسي Je suis le seigneur du château الذي تم انتاجه عام 1989م  من إخراج ريجيس وارجنييه يعتمد بشكل كبير على هذه الرواية.

## ملخص الرواية
ورث جوزيف هوبر منزلًا كبيرًا يسمى وارنجز، ويعيش مع ابنه إدموند هوبر البالغ من العمر 10 سنوات. بينهما علاقة رسمية باردة تفتقر إلى أي تعاطف. أعلن جوزيف أن مدبرة المنزل ستنتقل للعيش معهما، وستحضر ابنها الذي هو في نفس عمر إدموند. السيدة هيلينا كينغشو وابنها تشارلز يصلان إلى وارنجز. يصبح إدموند في حالة دفاع عن منزله، ويكره تشارلز على الفور. يشرع في السخرية والتنمر على تشارلز. تقوم العائلة برحلة إلى قلعة Leydell. يستغل تشارلز مخاوف إدموندز أثناء تسلقهم للنصب التذكاري القديم. يسقط إدموند ويصاب بجروح بالغة. أثناء تعافيه، يبدو أن تشارلز أصبح أكثر استقلالية، ويلتقي بصبي محلي اسمه فيلدينغ. يبدو فيلدينغ واثقًا ومتكاملًا، ويأخذ تشارلز إلى مزرعته حيث يشهد ولادة عجل. وهذا يتناقض بشكل صارخ مع Warings المليء بالموت والمرض. يقدم فيلدينغ الأمل لتشارلز بعيدًا عن براثن إدموند المتلاعبة. بمجرد عودة إدموند إلى صحته، يستأنف نظام الاستهزاء. تصل قسوة إدموند إلى ذروتها، ويصاب تشارلز بالصدمة عندما يكتشف أن هيلينا وجوزيف اتفقا على الزواج، وأن إدموند وتشارلز سيذهبان إلى المدرسة معًا. تنتهي الرواية بانتحار تشارلز بإغراق نفسه في النهر المألوف في هانغ وود، وتقوم السيدة كينغشو بمواساة إدموند، الذي يوصف بأنه يشعر بالانتصار.

## روابط خارجية
- فيلم I'm the King of the Castle على موقع IMDB